# George Peacock
George Peacock (9. dubna 1791 Denton, Yorkshire – 8. listopadu 1858 Pall Mall, Londýn) byl britský matematik.
George Peacock se narodil 9. dubna 1791 reverendovi Thomasovi Peacockovi, který byl duchovním anglikánské církve a padesát let kaplanem farnosti Denton. Peacock zísskal základní vzdělání od svého otce a v 17 letech odešel do Richmondu, kde byla škola, která ho připravila pro přijetí na univerzitu. V roce 1809 se stal studentem Trinity College v Cambridge.
Zde se seznámil s Charlesem Babbagem a Johnem Herschelem. Spolu založili Analytical Society, která měla umožnit zájemcům přístup k moderní neanglické matematice, z nichž nejlepší byla francouzská díla. V této době však probíhala blokáda Anglie nařízená Napoleonem a tedy nebylo snadné se k těmto knihám dostat. Nejdříve přeložili Lacroixovo dílo Traité du calcul différentiel et du calcul intégral, které porovnávalo Newtonův, Leibnitzův a Lagrangeův přístup k diferenciálnímu počtu. Překlad vydali v roce 1816. Pak následoval překlad sbírky příkladů použití diferenciálního a integrálního počtu vydaný v roce 1820.
Peacock provedl reformu výuky algebry v Anglii. V roce 1830 publikoval monografii nazvanou Treatise on Algebra, která položila matematickou algebru na vědecký základ.
Pro pozvednutí úrovně astronomie v Anglii, založili Peacock, Babbage and Herschel Astronomical Society of London, později přejmenovanou na Royal Astronomical Society (Královskou astronomickou společnost).
V roce 1837 byl Peacock jmenován profesorem astronomie na University of Cambridge. Další z publikací, které napsal byla dvoudílná kniha o algebře. První díl dostal název Arithmetical Algebra, druhý Symbolical Algebra.
George Peacock zemřel 8. listopadu 1858.

## Publikace
- A Collection of Examples of the Application of the Differential and Integral Calculus. (1820)
- Observations on the statutes of the University of Cambridge. Parker, London (1841)
- A treatise on algebra. (1842)